# Bagno (województwo wielkopolskie)
Bagno – kolonia w Polsce, w województwie wielkopolskim, w powiecie kolskim, w gminie Babiak.
Do 2023 miejscowość była częścią wsi Lubotyń.
W latach 1975–1998 Bagno administracyjnie należało do województwa konińskiego.